# Gulpen-Wittem
Gulpen-Wittem é um município dos Países Baixos, situado na província de Limburgo. Tem 73,36 km² de área e sua população em 2020 foi estimada em 14.205 habitantes.